# Приленско плато
Прилѐнското плато (на руски: Приленское плато) е възвишена равнина, разположена в Източен Сибир, в южната част на Якутия и северната част на Иркутска област в Русия. Простира се основно покрай левия (северен) бряг на река Лена на протежение над 1000 km, от река Долна Тунгуска (десен приток на Енисей) на запад до река Амга (ляв приток на Алдан) на изток. Ширина до 200 km, като на север плавно се спуска към Централноякутската низина, а на северозапад се свързва със Средносибирското плато. Средна надморска височина 450 – 500 m. Изградено е от камбрийски и ордовишки гипсоносни и соленоносни варовици, доломити и по-малко пясъчници. Платото е силно разчленено от дълбоките долини на река Чона (десен приток на Вилюй) и многобройните леви притоци на Лена – Пеледуй, Нюя, Дербе, Ура, Бирюк, Намана, Марха, Мархачан, Синя и др. Покрито е с игролистни борови и лиственични гори, а по долините на реките има пасища и ливади. Разработват се находища на гипс и кавенна сол.